# キラルカラムクロマトグラフィー
キラルカラムクロマトグラフィー （英: chiral column chromatography）は、固定相がキラル化合物であるカラムクロマトグラフィーである。キラルカラムクロマトグラフィーの固定相に光学異性体を含有する化合物を通すと、キラリティーによって親和性が異なるため、分離が図れる。
キラル固定相は、適切なキラル化合物をシリカゲルのような担体の表面に付着させることによって調製しうる。一般的な担体は、セルロースまたはシクロデキストリン（特に、β-シクロデキストリン）などのオリゴ糖が用いられる。他のクロマトグラフィーと同様、分離目的の化合物に応じた固定相が用いられる。
キラル固定相は、C18などの同等のアキラルな固定相よりはるかに高価である。
この原理は、モノリシックHPLCカラムやガスクロマトグラフィカラムにも活用できる。